# Kotfin (Łódź)
Pour les articles homonymes, voir Kotfin.
Kotfin (prononciation [ˈkɔtfin]) est un village de la gmina de Gidle , du powiat de Radomsko, dans la voïvodie de Łódź, situé dans le centre de la Pologne.
Il se situe à environ 8 kilomètres (km) au nord-est de Gidle (siège de la gmina), 13 kilomètres au sud-est de Radomsko (siège du powiat) et 90 kilomètres au sud de Łódź (capitale de la voïvodie).

## Administration
De 1975 à 1998, le village était attaché administrativement à l'ancienne voïvodie de Częstochowa.

Depuis 1999, il fait partie de la nouvelle voïvodie de Łódź.